# Jesse Bering
Jesse Michael Bering (Nueva Jersey, 6 de mayo de 1975) es un psicólogo, escritor y académico estadounidense. Es profesor asociado de Comunicación Científica en la Universidad de Otago (donde ocupa el puesto de director del Centro de Comunicación Científica). Además, es colaborador frecuente de revistas científicas como Scientific American, Slate y Das Magazin (Suiza). Su trabajo ha sido publicado, entre otros espacios, en las publicaciones New York, The Guardian y The New Republic, y ha aparecido en las emisoras NPR, BBC, Playboy Radio y otros medios.

## Biografía
Bering nació en 1975 en Nueva Jersey, hijo de madre judía laica y padre luterano no religioso. Habiendo crecido en una cultura altamente conservadora, él dice sentir ansiedad acerca de su orientación sexual durante su niñez. Esta experiencia llevó a su interés en disciplinas académicas como la sexualidad humana y la ciencia cognitiva de la religión. Bering asistió a la escuela de posgrado en la Universidad Estatal de Luisiana en Lafayette, donde obtuvo su maestría en 1999, con Daniel J. Povinelli. Al finalizar esta formación, se trasladó a la Universidad Atlántica de Florida donde obtuvo un doctorado en psicología del desarrollo (2002), bajo la supervisión de David F. Bjorklund. Su campo de su investigación académica se centra en el área de la ciencia cognitiva de la religión. 

## Trayectoria
Director del Instituto de Cognición y Cultura de la Queen's University Belfast, comenzó su carrera como profesor de psicología en la Universidad de Arkansas. Después de un período como escritor y profesor a tiempo completo en Wells College, asumió un puesto de comunicación científica en la Universidad de Otago en 2014.
Destaca por su manejo franco y humorístico de temas controvertidos en la psicología, especialmente en aquellos relacionados con la sexualidad humana. 
Es socio en el proyecto Explicación de la religión de la Universidad de Oxford, con una duración de tres años, que fue financiado con dos millones de euros por la Comisión Europea.
Es socio del proyecto 'Explaining Religion', con sede en la Universidad de Oxford, un proyecto de tres años de duración y 2 millones de euros financiado por la Comisión Europea.
En su libro Perv: The Sexual Deviant in All of Us (Pervertido: El Desviado Sexual que Todos Llevamos Dentro), argumenta que las parafilias (las llamadas «perversiones sexuales» o «desviaciones») deben considerarse objetivamente y juzgarse por el daño que causan, no por la repugnancia moral. Su relato, de forma algo desenfadada, incluye anécdotas de sus propias experiencias como adolescente gay. También expresó su apoyo a Pedófilos virtuosos, un grupo de apoyo entre pedófilos que luchan contra el abuso sexual infantil.

## Reconocimientos
Su blog en Scientific American, Bering in Mind  fue galardonado con el Premio Webby 2010 en la categoría Blog-Cultural por miembros de la Academia Internacional de Artes y Ciencias Digitales. También recibió el Premio al Científico del Año 2010 de la Organización Nacional de Científicos y Profesionales Técnicos Gays y Lesbianas (NOGLSTP), afiliada a la Asociación Americana para el Avance de la Ciencia.

## Obra
- 2011 – The Belief Instinct: The Psychology of Souls, Destiny, and the Meaning of Life. WW Norton, nombrado uno de los 25 mejores libros de 2011[12] por la American Library Association. ISBN 978-0393341263.[13]
- 2012 – Why is the penis shaped like that? : and other reflections on being human. Farrar, Straus y Giroux. ISBN 978-0-374-53292-5.[14]
- 2013 – Perv: the sexual deviant in all of us. Farrar, Straus y Giroux. ISBN 978-0-374-23089-0.[15]
- 2018 – Suicidal: why we kill ourselves. University of Chicago Press. ISBN 978-0226755557.[16]